# Pseudobazisa kapanga
Pseudobazisa kapanga är en fjärilsart som beskrevs av Collenette 1939. Pseudobazisa kapanga ingår i släktet Pseudobazisa och familjen tofsspinnare. Inga underarter finns listade i Catalogue of Life.